# 格林岑斯
格林岑斯是奥地利蒂罗尔州因斯布鲁克兰县的一个市镇。总面积28.71平方公里，总人口1307人，人口密度45.5人/平方公里（2011年）。